# Forêt ancienne
 (mars 2025).

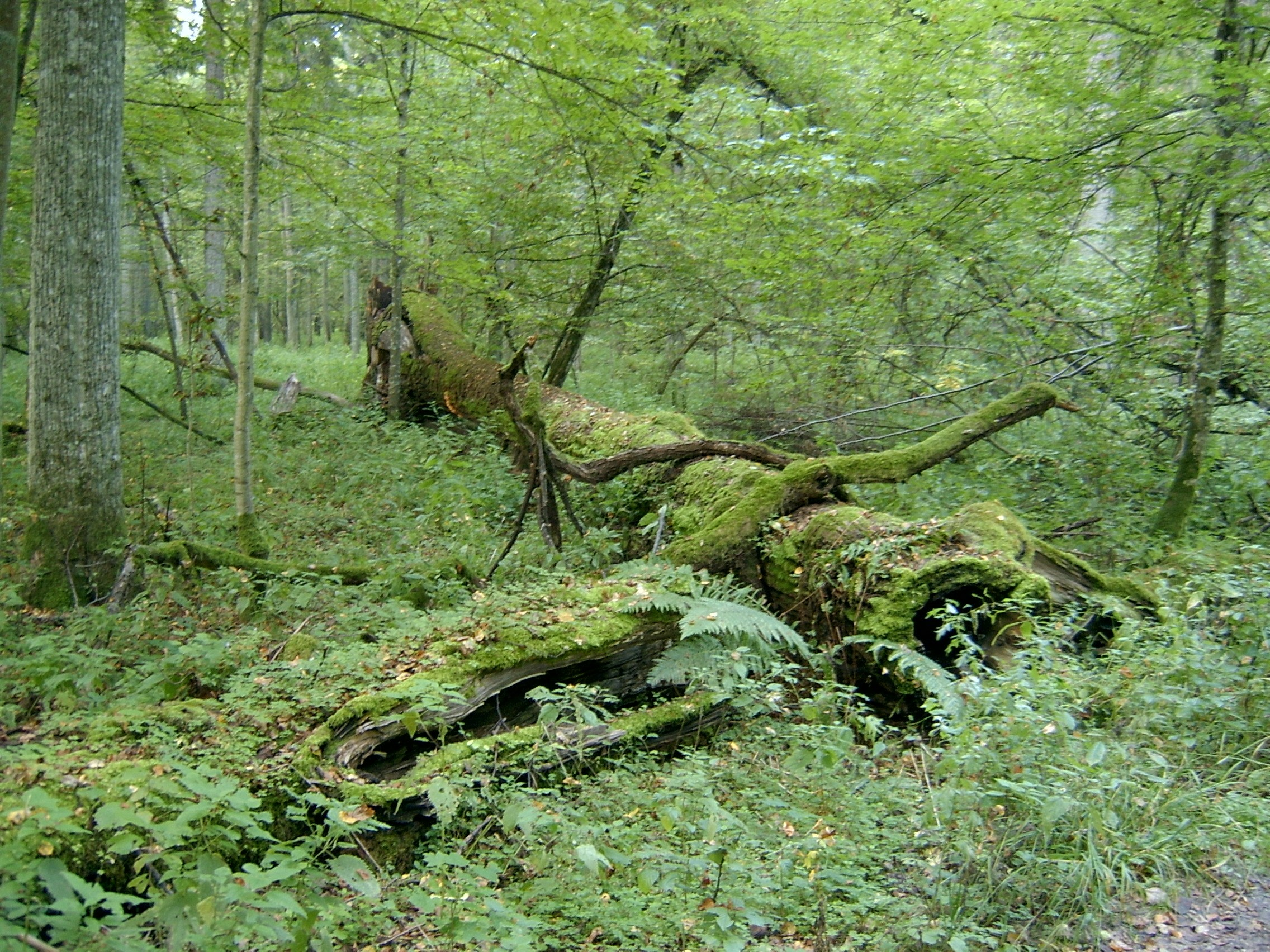
Les forêts anciennes, quand elles ont été peu exploitées, sont plus riches en bois morts et en espèces saproxyliques que les forêts cultivées ou très exploitées. Elles sont parfois des reliques de la forêt préhistorique

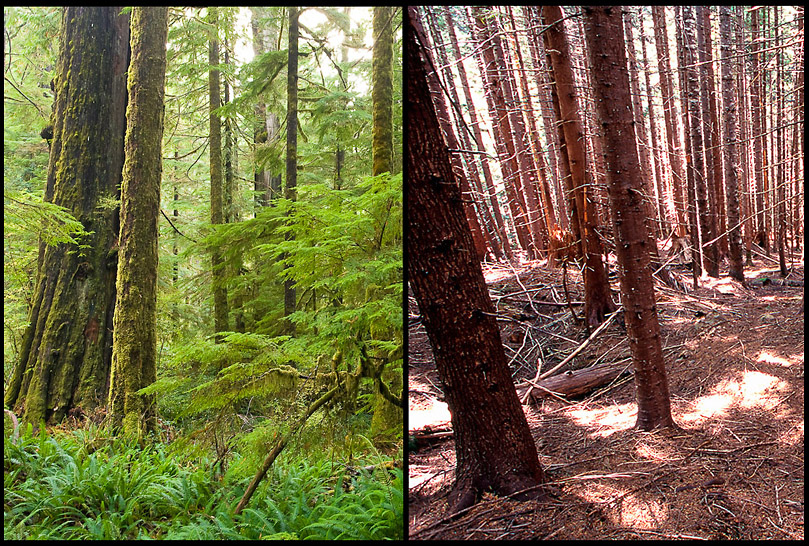
Comparaison entre une forêt ancienne (propice à la biodiversité forestière et dotée d'une riche strate herbacée) et une forêt secondaire issue de régénération artificielle et monospécifique (strate herbacée stérilisée)

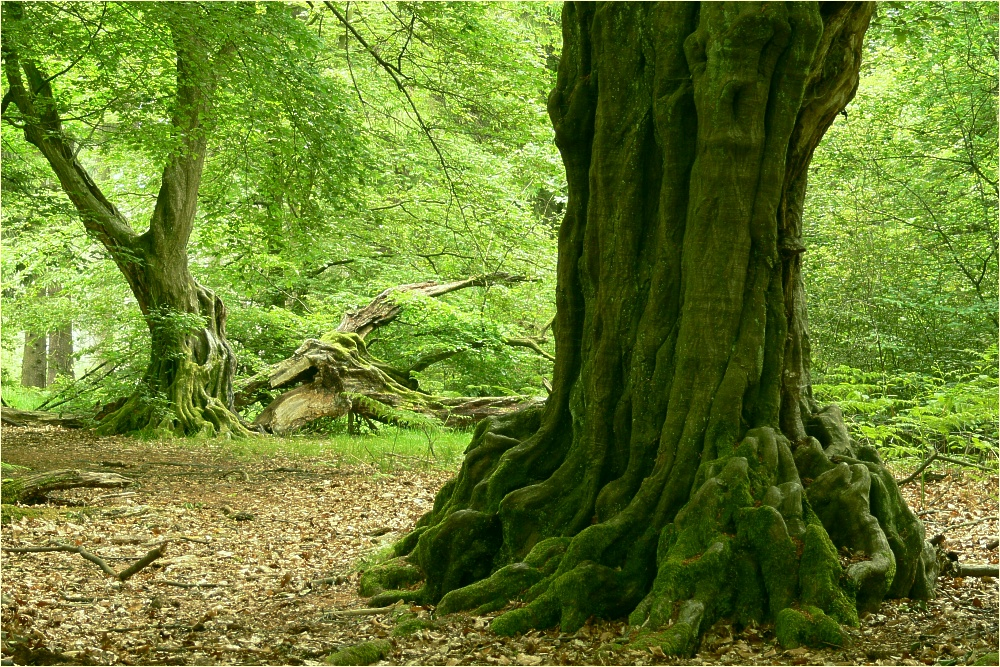
Vieux charmes de la vieille forêt de Sababurg (Allemagne)

Une forêt ancienne est — dans le langage courant — une forêt présentant un degré important de naturalité et dont les arbres sont manifestement vénérables. Il ne s'agit pas nécessairement d'une forêt primaire (qui n'a jamais été significativement exploitée ni fragmentée ou influencée par l'humain). Il s'agit parfois aussi d'une forêt exploitée qui est simplement restée dans l'état de forêt depuis longtemps, en terme foncier et d'occupation du sol. À défaut de forêts primaires et pour le grand public, il peut aussi s'agir de forêts secondaires (c'est souvent le cas dans les pays industrialisés et hors zones équatoriales ou tropicales très boisées), mais diverses études ont montré que ces dernières sont moins riches que les forêts qui les ont précédées.
Selon l'IGN, « la connaissance des forêts anciennes est nécessaire à l’application des politiques de gestion des milieux naturels, de préservation de la biodiversité et de mise en place des continuités écologiques. Elles peuvent ainsi constituer un état de référence, parmi d’autres, pour l’évaluation de l’état de conservation des écosystèmes forestiers » .

## Définition relative
Les définitions scientifiques de la forêt ancienne, quand elles existent varient selon les auteurs, les époques et les pays (à titre d'exemple, toute forêt restée à l'état de forêt (sans défrichement puis régénération) depuis l'an 1600 est dite « ancient woodland » au Royaume-Uni; le concept a été développé par l'écologiste Oliver Rackham dans son livre Ancient Woodland, its History, Vegetation and Uses in England). Les modes de cartographie de ces forêts ainsi que les principes de calcul de leur degré de naturalité sont encore discutés.
Hamish Kimmins estimait en 2002 que le concept de forêt ancienne tient encore autant des impressions que de la science, de même pour son appréciation qualitative (ex : pour Alton Harestad, le seuil de 12 % de réserve naturelle ou de forêt ancienne protégée, qui sert souvent de référence pour la gestion soutenable des forêts, n'a que peu de fondement biologique. Il traduirait plutôt la proportion de forêts que nos sociétés pensent être capables de protéger).
Pour d'autres la forêt ancienne est simplement définie comme étant de 4ème stade de succession forestière, « après la forêt pionnière, la forêt de transition et la forêt ancienne jeune » ; son ancienneté pouvant être appréciée par divers indices de continuité boisée, dont en particulier la présence voire la dominance d'espèces dont les capacités de colonisation sont connues pour être limitées.
Pour d'autres enfin c'est l'usage du sol (utilisé en tant que « forêt » ou à l'état de forêt durant un certain temps) qui prime, avec par exemple une définition proposant de considérer comme forêt ancienne « une forêt dont le couvert boisé a été maintenu depuis au moins 150 ans (date à laquelle la surface forestière a atteint son minimum pour une grande partie du territoire) (...) Une forêt ancienne a pu être exploitée mais toujours replantée ou maintenue en taillis. Elle n’est donc pas forcement constituée de vieux arbres, à la différence d’une vieille forêt, ou d'une forêt mature ». Une autre définition est une forêt « établie sur un sol dont la continuité boisée existe depuis plusieurs siècles » (Etat de forêt maintenu depuis au moins environ 1750 sans changement d'usage du sol selon Guillaume Decocq).
Les 200 délégués d'un symposium canadien de 2002 ont reconnu qu'il fallait distinguer les forêts primaires (jamais exploitées) des forêts secondaires (exploitées mais régénérées), et que les deux types pouvaient devenir des « forêts anciennes » sans toutefois afficher les mêmes qualités ou les mêmes processus écologiques, et qu'il faut préserver les processus naturels dans les forêts primaires à titre de référence. 
- Dans les forêts primaires, ces processus se poursuivraient sans fin, même après que des perturbations naturelles auraient éliminé les vieux arbres d'origine.
- Lee Frelich estime que la surface et/ou le paysage de réserves de forêts primaires devraient être fixés selon l'ampleur des processus écologiques qui s'y déroulent au sein d'un type forestier donné.
- D'autres insistent sur le fait que l'état de « forêt ancienne » ne décrit pas une situation statique, mais qu'il s'agit plutôt d'un continuum dynamique, propre à chaque type forestier, et caractérisé par des pas de temps différents selon les cas[7].

## Enjeux
Certaines espèces disparaissent dans les jeunes forêts ; ainsi en Suède, l’étude de 150 placettes de hêtraies a montré que si les mousses se montrent assez peu affectées par une interruption de la continuité temporelle de l’état forestier, les lichens y sont sensibles : ils sont nettement plus diversifiés dans les forêts anciennes (forêts non défrichées depuis au moins 350 ans dans le cadre cette étude) que récentes (forêt jeune, c'est-à-dire de moins de 160 ans). 
La forêt ancienne a pris une importance particulière depuis la conférence de Rio, en 1992 avec la signature d'une convention internationale sur la biodiversité et d'une déclaration sur la forêt, suivie pour l'Europe d'une déclaration interministérielle dite d'Helsinki (1993) sur la forêt engageant les États et les forestiers à protéger la biodiversité forestière.
La forêt ancienne est un indicateur de développement durable, de soutenabilité de l'exploitation forestière et est à ce titre prise en compte par les observatoires de la biodiversité, les écolabels et écosociolabels (comme FSC) concernant la gestion forestière.

## Protection
Dans les pays industrialisés certaines de ces forêts sont mises en réserve naturelle intégrale.
Les réserves biologiques intégrales en France ne totalisaient que 1 000 ha en 1996, et la plus grande était alors une réserve intégrale de 300 ha au sein de la réserve naturelle nationale du Massif du Grand Ventron. En 2013, la plus grande réserve biologique intégrale française est la réserve biologique intégrale de Lucifer Dékou Dékou, en Guyane (plus de 64 000 ha) suivie par la réserve biologique intégrale de la Sylve d'Argenson en Poitou-Charentes (2 600 ha). Par ailleurs, la forêt représente 54 % des 336 ha de la réserve naturelle de la forêt de la Massane placée en réserve intégrale.
En Pologne, seuls 2 800 ha de la Forêt de Białowieża sont en réserve intégrale strictement protégée.
On estime en Suède que pour protéger les réserves intégrales de la contamination génétique des espèces cultivées environnantes il faut constituer des réserves intégrales d'une taille qui ne soit pas inférieure à plusieurs milliers d'hectares, et pour George Peterken la taille minimale devrait être supérieure à la plus grande perturbation, soit un million d'hectares.
Le 22 avril 2022, via un décret lors de la Journée de la Terre, aux Etats-Unis le président Joe Biden a exigé des responsables fédéraux un inventaire des forêts anciennes dans les 12 mois, et l'identification des menaces portées à ces forêts.

## Critères
Ils varient selon le type de forêt et de contexte biogéographique. 
Ainsi, une forêt où la plupart des arbres dominants ont plus de 700 ans sera considérée comme ancienne en zone tropicale humide, alors que plus près des pôles, une bétulaie dominée par des bouleaux de 180 ans sera considérée comme très ancienne, notamment dans les zones où les incendies de forêt naturels sont fréquents.

### Le cas des forêts décidues de zones tempérées.
Critères de naturalité et de structure forestière : En 2006, le Groupe de travail sur les écosystèmes forestiers exceptionnels (Direction de l’environnement forestier du Canada)a défini les forêts anciennes (Old-growth forest) canadienne à partir d'une définition « adaptée de la littérature scientifique » (adaptation faite en 1996) à partir de critères approuvés par un comité d’experts externes en 2001, publiés et révisés par les pairs en 2003. Pour ce groupe, une forêt décidue tempérée est dite « ancienne » si : 
- elle a une origine lointaine, et qu'elle est peu perturbée et peu affectée par l’homme ;
- des arbres d’âge très élevé (compte tenu du milieu et de l’espèce) sont dominants ;
- on y trouve simultanément des arbres jeunes, matures et sénescents, des chicots et de gros débris de bois-mort au sol ;
- sa structure est inéquienne ou au moins irrégulière ;
- elle abrite des essences typiquement tolérantes à l’ombre.

Une autre définition est proposée par le WWF France qui a travaillé en collaboration avec un comité scientifique et technique rassemblant une cinquantaine de personnes, parmi lesquelles des gestionnaires forestiers privés et publics, des gestionnaires d'espaces protégés, des scientifiques et des naturalistes (voir le comité : http://www.foretsanciennes.fr/evaluer/demarche/le-comite/). Les critères retenus sont la diversité à la fois en essences, en microhabitats et en habitats associés au milieu forestier, l'indigénat, la complexité structurale, la maturité (âge du peuplement, présence de très très gros bois, volume de bois mort), la dynamique (stade de succession, phases de la sylvigénèse), la continuité spatiale et la continuité temporelle (ancienneté), l'empreinte humaine, passée, contemporaine ou potentielle. La prise en compte du Sentiment de Nature permet d'apporter une dimension psycho-sociale à l'analyse de la naturalité. Des outils sont disponibles (http://www.foretsanciennes.fr/evaluer/methode/les-outils/).
Critères d'âge, taille et diamètre :
- Le bouleau jaune est dans ce contexte (canadien) considérée comme marqueur d'une « forêt ancienne » quand il a au moins 180 ans, un diamètre DHP[14] de 60 cm et/ou qu'il mesure au moins 25 m de haut.
- L'érable à sucre doit avoir au moins 175 ans, et mesurer 55 cm de diamètre et plus de 27 m de haut.
- L'épinette blanche aura plus de 170 ans, 40 cm de DHP[14] au moins et plus de 19 m de hauteur.
- L'épinette rouge pourra être plus jeune (135 ans au moins et 40 cm de diamètre et/ou 22 m de hauteur.
- Le sapin baumier sera lui considéré comme marqueur de forêts anciennes à partir de 95 ans, 35 cm de diamètre et 24 m de haut;

En Europe, 132 espèces de plantes, dont des arbres, ont été proposées comme indicatrices de forêts anciennes européennes, mais c'est à échelle régionale et biogéographique que les évaluations qualitatives doivent être faites, car « l'affinité pour les forêts anciennes de ces espèces varie considérablement d'un pays à l'autre » .
De manière générale les plantes de forêts anciennes sont plus tolérantes à l'ombre que les autres espèces de plantes forestières ; Elles évitent les sites secs et très humides. Elles sont plutôt typiques de sites forestiers à un pH intermédiaire où existe une bonne disponibilité en azote. Ce sont souvent des géophytes et hémicryptophytes. Les types de stratégies de réponse ou tolérance au stress sont plus variées sous les espèces des forêts anciennes, par rapport aux autres espèces de plantes forestières et inversement pour les stratégies de compétition.
Ce profil écologique particulier suggère que les végétaux des forêts anciennes puissent former une « guilde ».
Leur faible capacité actuelle à coloniser de nouveaux sites forestiers est encore mal comprise. Elle est attribuée à plusieurs traits et variables qui interagissent : croissance lente, faibles capacités de dispersion (beaucoup ont une stratégie de dispersion à courte distance, ou nécessite la présence de certains animaux), faible production de diaspore et problèmes de recrutement (par exemple la faible capacité compétitive). 
En raison d'un profil écologique spécifique et de faibles capacités colonisatrices, les espèces végétales forestières anciennes peuvent être considérés comme des indicateurs importants de la biodiversité des forêts.

## Dans le monde
Les forêts anciennes sont dans le monde moins rares que les forêts primaires, mais elles restent peu fréquentes dans l'ancien monde (Eurasie) tout particulièrement en Chine et dans les pays industrialisés. 
En Amérique du Nord, elles ont également fortement régressé, avec de fortes différences géographique : ainsi au Canada, l'Île-du-Prince-Édouard a perdu presque toutes ses forêts anciennes, alors que la Colombie-Britannique a su en conserver de nombreux vieux peuplements incluant de très vieux arbres (plus de 500 ans), dont surannés et dépérissants, accueillant une forte biodiversité saproxylique et épiphyte.

### En Europe
Sur ce continent subsistent quelques noyaux de forêts anciennes relativement préservés, essentiellement dans les pays de l'Est.

### En France
La Guyane abrite un patrimoine exceptionnel de forêt ancienne, mais en France métropolitaine, au sens de sa définition par Gérard Houzard, la forêt ancienne (et plus encore quand elle n'a pas été exploitée) est « très rare ». La réserve naturelle nationale de la forêt de la Massane est un des rares exemples de forêt ancienne, souvent présenté comme pouvant donner une idée de ce que pourrait être une forêt primaire de montagne pyrénéenne.
Selon la définition IGN (plus large, qui englobe toutes les forêts non défrichées depuis 1850, qui ne sont pas nécessairement des « vieilles forêts ») et d'après une évaluation mise à jour mi-2018 sur la base de comparaison d'imageries aériennes, de cartographies actuelles et de cartes anciennes [ cartes de Cassini (1749-1790), cadastre napoléonien (1807-1850) et carte d'état-major (1818-1866, avec comme date moyenne des levées 1843, jugée proche du "minimum forestier" français) ] sa superficie a évolué de manière « très différenciées depuis le XIXe siècle » . Le minimum forestier français a du être atteint dans la première moitié du XIXe siècle (9 à 10 millions d’hectares Selon B. Cinotti (1996) et D. Vallauri et al. (2012).
Les forêts anciennes (au sens de l'IGN) sont presque toujours (en 2018) dotées d’un document de gestion forestière . Elles sont plutôt riches en biodiversité (chaque forêt étant néanmoins un cas particulier) , mais les prélèvements de bois y sont supérieurs à la moyenne (ex : + 63 % de prélèvement en Bretagne et + 22 % en Lorraine, et l'écart entre le prélèvements et la production biologique estimée est plus élevé dans les forêts récentes. La mortalité des peuplements y est plutôt faible (<1 m³/ha/an) et « la mortalité nette est plus élevée en forêt
récente qu’en forêt ancienne ». Le degré de pente et l'altitude des parcelles sont des facteurs qui ont favorisé la forêt ancienne. Les volumes de bois mort n'y sont pas plus élevés (en raison de prélèvements plus importants). Une prudence est nécessaire dans l'usage de ces cartes car comme le rappelle l'IGN : « La continuité de l’état boisé est supposée entre la carte de l’étatmajor et aujourd’hui si la forêt est présente à ces deux dates. Or, ceci n’est pas toujours vrai »
Un travail sur SIG (système d'information géographique) et d'écologie rétrospective a récemment utilisé les cartes de Cassini pour évaluer quel était le contour des forêts dans la seconde moitié du XVIIIe siècle. Ceci permet de mieux identifier ce qui a été perdu en surface forestière depuis cette époque, et quelle part des massifs actuels existait déjà à cette époque (indice d'ancienneté probable de la forêt et de certaines des espèces qu'elle abrite. Ces travaux s'inscrivent notamment dans le projet CartoFora porté par le GIP Ecofor.

## Intérêt écologique et économique
Biodiversité : Ces forêts jouent un rôle de conservatoires de biodiversité et de diversité génétique pour les graines ou plants forestiers qu'on peut y trouver, mais aussi pour la faune les champignons et microorganismes qui y vivent, parfois sous forme dormante durant des décennies (cryptobanque de graine du sol…). Certains experts en matière de naturalité, tels Akira Miyawaki ont montré que les parcs boisés de certains châteaux, temples ou cimetières anciens pouvaient également parfois, ou dans certains pays jouer ce rôle, sur de petites surfaces qui ont parfois été conservées là où la forêt ancienne a disparu.
Puits de carbone : Elles sont aussi des stocks et puits de carbone qui semblent avoir été sous-estimés (et parfois d'un facteur 2 ) au moins en zone tempérée . Les forêts non-équiennes, riches en biodiversité et en bonne santé en stockent beaucoup : par exemple les forêts subalpines naturelles dans le nord des montagnes Rocheuses sont un puits de carbone qui s'est montré de 50 % à 100 % plus élevé que prédit par un modèle d'une forêt équienne et monospécifique. En 2023, en France, un rapport de l'Académie des sciences rappelle que « plusieurs observations récentes sur de vieilles forêts montrent qu'elles peuvent encore être des puits de carbone importants, selon Köhl et al. en 2017 ; Besnard et al. 2018 et selon  Curtis et Gough en 2018 ;  et plusieurs hypothèses, encore non tranchées, ont été avancées pour expliquer ce fait : effet fertilisant de l'augmentation de la concentration en CO2 atmosphérique, allongement de la saison de croissance dans les régions tempérées-boréales et croissance sous-estimée des arbres âgés sur le très long terme ».
Services écosystémiques :

## Substituts
Là où la forêt ancienne a disparu, ou quand la forêts mûres et surannées n'est pas souhaitée par le sylviculteur, les plans de gestion et autres documents d'aménagement sylvicole peuvent contenir des dispositions, encouragées par la certification forestière (ex : FSC ou PEFC) visant à instaurer et protéger du bois mort épars d'une part et quelques « îlots de vieillissement » (ou « îlots de sénescence ») , d'autre part.